# 篠原奈美
篠原 奈美（しのはら なみ、1986年11月23日  - ）は、日本のAV女優。ロータスグループに所属していたが現在はフリーであり、市松さゆりを名乗っている。
身長:153cm。スリーサイズ:B88 (E) ・W60・H87。

## 略歴・人物
2009年にAVデビュー。2011年3月頃には事務所を離れ、フリーとしての活動を開始しているが、事務所時代の映像ストックが残っていることもあり、現在でも事務所時代の芸名で新作が発表されている。

## 出演作品

### アダルトビデオ
2009年
- 14周年に相応しい特別なSOD女子社員達が体を張って14年間のとってもHな人気企画を振り返りました。 （後編） （5月21日、SODクリエイト）…オムニバス作品 ※「篠田奈美」名義
- 若奥さまは犯されたい 6 （5月23日（レンタル） / 6月26日（セル）、クリスタル映像）…オムニバス作品
- SOD女子社員（秘）業務強化合宿 （6月18日、SODクリエイト）…※「篠田美奈」名義
- MOODYZファン感謝祭 バコバコバスツアー2009 S級AVギャルのハメまくり大乱交!! （8月1日、MOODYZ）
- タレント志望の女の子ダマして喰っちゃいました。 VOL.01 （8月20日、サムシング）
- 婚活OL中出し姦 VOL.04 （8月22日、フォービーツ）
- 近親*姉妹レズ -禁断のメヌエット- vol.2 （9月4日、U&K）
- フェラコレ 女子校生編 （9月15日、隼エージェンシー）…オムニバス作品
- MOODYZファン感謝祭 裏バコバコバスツアー2009 本編未収録! 深夜のペニス吸引祭り!! （10月1日、MOODYZ）
- 背後からの手コキ　思わず発射! 2 （10月22日、アイエナジー）…オムニバス作品
- B.B.ボーイズ番外編 女子校生の乳首弄（いじ）りアルバイト 2 （10月25日、アロマ企画）…オムニバス作品
- 火曜日は全裸登校日 4 （11月5日、アキノリ）
- ハイスクール角オナニー 3 （11月13日、アロマ企画）…オムニバス作品
- 美少女の水着にチ○ポ突っ込んでそのまま発射 （11月25日、アロマ企画）…オムニバス作品
- GG お嬢さんによるオジ様の為のボインヒーリング。 （12月1日、ケペル）…オムニバス作品
- Cherry Hospital 童貞科 綺麗で優しい女優と本物の素人童貞を2人っきりにさせるノーカットリアルドキュメント! （12月10日、ホットエンターテイメント）
- 女子校生の太股とパンチラ 3 （12月13日、アロマ企画）…オムニバス作品
- 巨尻なお姉さんに溜まったチ●ポ汁搾り採られちゃった! 4 （12月25日、ジャネス）

2010年
- Wフェラ精液しぼり（1月1日、ケペル）…オムニバス作品
- 空中M男責め（1月5日、フリーダム）…オムニバス作品
- ハメゴロ file.04（1月15日、ジャネス）
- 真性女王様と痴女×M男 2（1月30日、未来・フューチャー）
- あなたの前でまたオナニーしちゃいました。（2月1日、ケペル）…オムニバス作品
- 美少女の足裏 Vol.20（2月5日、フリーダム）…オムニバス作品
- 金玉潰し48手（2月5日、フリーダム）…オムニバス作品
- レズの華が咲く頃。 -新訳・女子校生れずびあん-  vol.6（2月12日、U&K）
- ヒロイン凌辱 Vol.27 グレートガール編（2月12日、GIGA）
- パンスト痴女 エステティシャンに犯された!（2月15日、ジャネス）…オムニバス作品
- 女捜査官 地下格闘技ボクシング（2月26日、GIGA）
- 女教師対女子校生（3月26日、GIGA）
- 禁断の扉4（4月2日、アウダースジャパン）
- DOKIレズ 44（4月2日、アウダースジャパン）
- 禁断の扉5（5月1日、アウダースジャパン）
- DOKIレズ 45（5月1日、アウダースジャパン）
- CLUB TAKARA 第一話 【戻る憩いの場】（11月18日、タカラ映像）

2011年
- AV女優「市松さゆり」の素顔～瞬間恋愛（8月15日、Directed by HAMAR）※「市松さゆり」名義
- フリーAV女優 市松さゆりの冒険（9月21日、Kidokoro Films（Hey動画））※「市松さゆり」名義

2013年
- ラスト・ショット～Last Shot～市松さゆり（8月30日、エー・プランニング）※「市松さゆり」名義[2]。